# Nicole Zihlmann
Nicole Zihlmann (* 30. Juli 1986) ist eine Schweizer Leichtathletin.

## Karriere
Zihlmann ist zwölffache Schweizer Meisterin im Hammerwerfen und hielt in dieser Disziplin vom 13. Juni bis 21. Juli 2011 mit 59,98 m den Schweizer Rekord. Am 26. Juli 2013 verbesserte sie den Schweizer Rekord von Lydia Wehrli um 1,48 m auf 61,54 m. Seither verbesserte sie ihren Schweizer Rekord: am 17. Mai 2014 in Halle auf 63,21 m; am 15. Juli 2014 in Luzern auf 63,79 m; am 16. Juli 2016 in Genf auf 64,63 m; am 28. August 2016 in Dischingen auf 64,83 m und am 9. Juli 2018 in Luzern auf 67,42 m.
Zihlmann startet für den LC Luzern.

## Erfolge
- 2006: 3. Rang Schweizer Meisterschaften
- 2008: Schweizer Meisterin
- 2009: Schweizer Meisterin
- 2010: 2. Rang Schweizer Meisterschaften
- 2011: Schweizer Meisterin
- 2012: Schweizer Meisterin
- 2013: Schweizer Meisterin
- 2014: Schweizer Meisterin
- 2015: Schweizer Meisterin
- 2016: Schweizer Meisterin
- 2017: Schweizer Meisterin
- 2018: Schweizer Meisterin
- 2019: Schweizer Meisterin
- 2020: Schweizer Meisterin
- 2021: Schweizer Meisterin

## Persönliche Bestleistungen
- Hammerwerfen: 67,42 m (Schweizer Rekord), 9. Juli 2018 in Luzern